# Aloe vaombe
Aloe vaombe is een soort uit de affodilfamilie (Asphodelaceae), endemisch in Madagaskar. De soortaanduiding vaombe is afkomstig van de benaming die de lokale bevolking gebruikt voor deze soort.

## Beschrijving

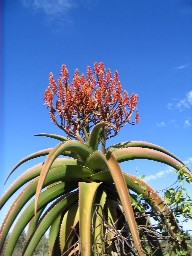
Bloeiwijze

Aloe vaombe heeft een stam en groeit alleen.  De rechtstaande stam bereikt een lengte van 3 meter en een diameter van 20 centimeter. De stam is bedekt met volgroeide dode bladeren. De 30 tot 40 lancetvormige smaller wordende bladeren vormen dichte rozetten. De dofgroene bladeren zijn 80 tot 100 centimeter lang en 15 tot 20 centimeter breed. De licht prikkende tanden op de bladrand zijn 5 tot 6 millimeter lang en staan 15 tot 20 millimeter uit elkaar. Het plantensap van het blad heeft in droge vorm een diep paarse kleur.
De bloeiwijze bestaat uit ongeveer twaalf takken die een lengte van ongeveer 90 centimeter bereiken. Deze takken zijn weer vertakt in kleinere takken. De vrij dichte, cilindervormige, licht spits toelopende trossen zijn tot 15 centimeter lang en 6 centimeter breed. De driehoekige schutbladeren hebben een lengte van 8 millimeter en 5 millimeter breed. De heldere bloedrode bloemen staan op ongeveer 12 millimeter lange bloemstengels. De bloemen zijn ongeveer 28 millimeter lang en aan het begin afgeknot. Ter hoogte van het vruchtbeginsel bereikt de bloem een diameter van 6 tot 7 millimeter. Daarboven zijn ze smaller en bij het uiteinde weer wijder. Hun buitenste bloemdekblaadjes zijn op een lengte van 14 millimeter niet met elkaar vergroeid. De meeldraden en de stijl steken tot ongeveer 1 millimeter uit de bloem naar buiten.

## Verspreiding
Deze soort telt twee ondersoorten:
- Aloe vaombe subsp. vaombe
- Aloe vaombe subsp. poissonii

Aloe vaombe subsp. poissonii heeft een slankere stam die een hoogte kan bereiken van 5 meter. Verder vormen de bladeren dichtere rozetten en zijn ze meer teruggeslagen. Ook de bloeitakken zijn meer verspreid.
De eerste komt voor in het zuiden en zuidwesten van Madagaskar, waar hij voorkomt in het droge doornig struikgewas op kalksteenafzettingen. De tweede komt voor in het district Ambovombe, bij de plaats Behara op gneis. Deze soort is alleen bekend van de vindplaats.
... · 
A. aageodonta · 
A. cryptopoda (Blauwbladaloë) · 
A. dichotoma (Kokerboom) · 
A. plicatilis (Waaieraloë) · 
A. rauhii · 
A. vaombe · 
A. vera (Aloë vera) · 
A. zakamisyi · 
...